# Kajakarstwo na Igrzyskach Ameryki Południowej 2018
Kajakarstwo na Igrzyskach Ameryki Południowej 2018 odbywało się w dniach 6–8 czerwca 2018 roku na sztucznym zbiorniku Represa La Angostura – Cabaña Chillijchi w pobliżu gospodarza zawodów, boliwijskiego miasta Cochabamba. Rywalizacja odbywała się w dwunastu konkurencjach.

## Podsumowanie

### Klasyfikacja medalowa
| Klasyfikacja medalowa | Klasyfikacja medalowa | Klasyfikacja medalowa | Klasyfikacja medalowa | Klasyfikacja medalowa | Klasyfikacja medalowa |
| --------------------- | --------------------- | --------------------- | --------------------- | --------------------- | --------------------- |
| Miejsce               | Reprezentacja         | Złoto                 | Srebro                | Brąz                  | Razem                 |
| 1                     | Brazylia              | 4                     | 6                     | 1                     | 11                    |
| 2                     | Argentyna             | 3                     | 2                     | 0                     | 5                     |
| 3                     | Chile                 | 3                     | 0                     | 3                     | 6                     |
| 4                     | Kolumbia              | 1                     | 3                     | 0                     | 4                     |
| 5                     | Ekwador               | 1                     | 1                     | 2                     | 4                     |
| 6                     | Wenezuela             | 0                     | 0                     | 4                     | 4                     |
| 7                     | Urugwaj               | 0                     | 0                     | 2                     | 2                     |

### Medaliści
| Konkurencja | 1. miejsce                                                                           | 2. miejsce                                                                      | 3. miejsce                                                                  |           |
| Mężczyźni   | Mężczyźni                                                                            | Mężczyźni                                                                       | Mężczyźni                                                                   | Mężczyźni |
| ----------- | ------------------------------------------------------------------------------------ | ------------------------------------------------------------------------------- | --------------------------------------------------------------------------- | --------- |
| C-1 1000 m  | Isaquias Queiroz                                                                     | Sergio David Díaz                                                               | Michael García                                                              |           |
| C-2 1000 m  | Brazylia · Erlon Silva · Isaquias Queiroz                                            | Kolumbia · Daniel Pacheco · Sergio David Díaz                                   | Wenezuela · José Miguel Solano · Ronny Rattia                               |           |
| K-1 200 m   | César de Cesare                                                                      | Edson da Silva                                                                  | Antonio Oropeza                                                             |           |
| K-1 1000 m  | Agustín Rodríguez                                                                    | Vagner Souta                                                                    | Sebastián Delgado                                                           |           |
| K-2 1000 m  | Argentyna · Agustín Rodríguez · Joaquín Malaval                                      | Brazylia · Edson da Silva · Roberto Maehler                                     | Urugwaj · Erick Cabrera · Matías Otero                                      |           |
| K-4 500 m   | Brazylia · Edson da Silva · Pedro Henrique da Costa · Roberto Maehler · Vagner Souta | Argentyna · Facundo González · Facundo Lucero · Matías Malaval · Mauricio Acuña | Wenezuela · Antonio Oropeza · Cristhian Canache · Joel González · Ray Acuña |           |
| Kobiety     |                                                                                      |                                                                                 |                                                                             |           |
| C-1 200 m   | María Mailliard                                                                      | Valdenice do Nascimento                                                         | Anggie Avegno                                                               |           |
| C-2 500 m   | Chile · Karen Roco · María Mailliard                                                 | Brazylia · Andrea de Oliveira · Angela da Silva                                 | Ekwador · Anggie Avegno · María Belén Ibarra                                |           |
| K-1 200 m   | Martina Isequilla                                                                    | Stefanie Perdomo                                                                | Ana Paula Vergutz                                                           |           |
| K-1 500 m   | Ana Paula Vergutz                                                                    | Martina Isequilla                                                               | Ysumy Orellana                                                              |           |
| K-2 500 m   | Kolumbia · Diexe Molina · Yerly Muñoz                                                | Brazylia · Ana Paula Vergutz · Cinara Barbosa                                   | Chile · Fabiola Zamorano · Goviana Reyes                                    |           |
| K-4 500 m   | Chile · Fabiola Zamorano · Fernanda Iracheta · Goviana Reyes · Ysumy Orellana        | Kolumbia · Diexe Molina · Karen Molina · Ruth Pita · Yerly Muñoz                | Wenezuela · Angélica Jiménez · Diana Ramos · Mairovi Jaspe · Mara Guerrero  |           |